# Gary Larson
Gary Larson (Tacoma, 14 agosto 1950) è un fumettista statunitense.

## Biografia
È il creatore di The Far Side, una serie di vignette pubblicata da numerosi quotidiani nel mondo - in Italia dal mensile Linus - per quattordici anni, fino al 1º gennaio 1995. The Far Side è una striscia composta da un'unica vignetta, spesso ma non sempre accompagnata da una didascalia che ne fa da descrizione. I temi delle vignette sono basati su confronti totalmente surreali tra il comportamento umano e quello animale, spesso scambiando i punti di vista e relegando l'uomo a specie "inferiore".
Da quando la vignetta è stata interrotta, Larson ha prodotto alcuni lavori occasionali, quali illustrazioni per riviste e lavori promozionali per il merchandise legato alla vignetta. Nel 1998 ha pubblicato il suo primo libro successivo a The Far Side, dal titolo There's a Hair in My Dirt!: A Worm's Story ("C'è un capello nel mio terriccio!: la storia di un verme"), un racconto illustrato dall'inconfondibile tratto di The Far Side.

## Riconoscimenti
- Newspaper Panel Cartoon Award nel 1985 e nel 1988
- Reuben Award nel 1990 e nel 1994.
- Nel 1985 il nome di Gary Larson fu dato a una nuova specie animale, lo Strigiphilus garylarsoni, un pidocchio del gufo. Larson ebbe a dire di considerarlo «...un grande onore. Inoltre, sapevo che nessuno stava per scrivermi per chiedermi di dare il mio nome a una nuova specie di cigno. Devi cogliere queste occasioni quando si presentano»[senza fonte].
- Il thagomizer - ossia il gruppo di 4-6 spine presente sulla coda degli stegosauri - deve il suo nome a Gary Larson. Il nome, usato per la prima volta in una sua vignetta, è stato infatti adottato dalla comunità dei paleontologi statunitensi diventando un termine anatomico a tutti gli effetti.